# جیمز پیتر هیل
جیمز پیتر هیل (انگلیسی: James Peter Hill؛ ۲۱ فوریهٔ ۱۸۷۳ – ۲۴ مهٔ ۱۹۵۴) یک دانشمند در زمینه رویان‌شناسی اهل بریتانیا بود.